# Zalesie (gromada w powiecie rzeszowskim)
Zalesie – dawna gromada, czyli najmniejsza jednostka podziału terytorialnego Polskiej Rzeczypospolitej Ludowej w latach 1954–1972.
Gromady, z gromadzkimi radami narodowymi (GRN) jako organami władzy najniższego stopnia na wsi, funkcjonowały od reformy reorganizującej administrację wiejską przeprowadzonej jesienią 1954 do momentu ich zniesienia z dniem 1 stycznia 1973, tym samym wypierając organizację gminną w latach 1954–1972.
Gromadę Zalesie z siedzibą GRN w Zalesiu (obecnie w granicach Rzeszowa) utworzono – jako jedną z 8759 gromad na obszarze Polski – w powiecie rzeszowskim w woj. rzeszowskim na mocy uchwały nr 32/54 WRN w Rzeszowie z dnia 5 października 1954. W skład jednostki weszły obszary dotychczasowych gromad Zalesie i Matysówka (bez przysiółka Dział-Dół) ze zniesionej gminy Słocina oraz obszar dotychczasowej gromady Biała ze zniesionej gminy Tyczyn w tymże powiecie. Dla gromady ustalono 27 członków gromadzkiej rady narodowej.
1 stycznia 1969 gromadę zniesiono, włączając jej obszar do gromad Słocina (wsie Zalesie i Matysówka) i Budziwój (wieś Biała) w tymże powiecie.